# Touchatout

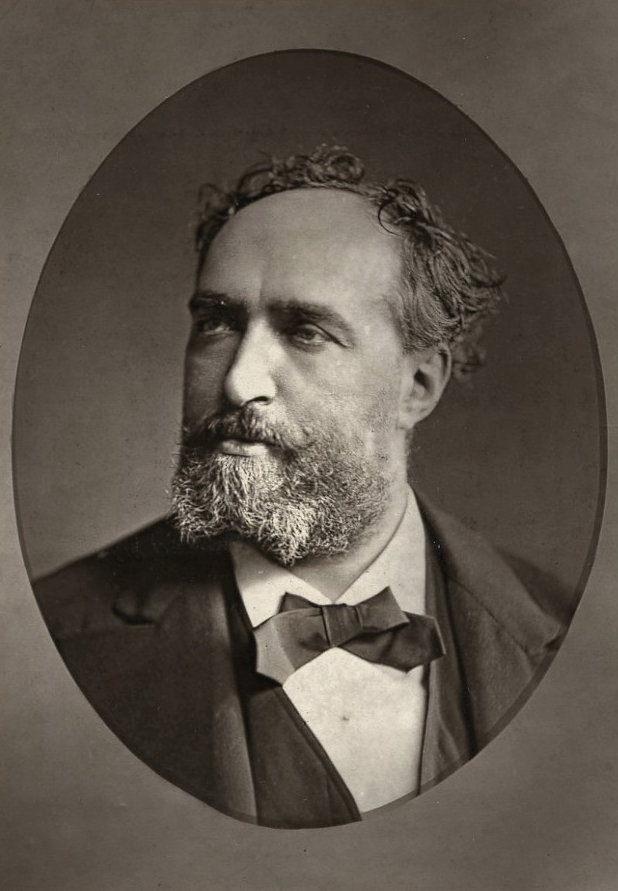
Touchatout (1875, Foto Pierre Petit)

Touchatout, eigentlich Léon-Charles Bienvenu (* 25. März 1835 in Paris; † 27. Dezember 1910 ebenda), war ein französischer Journalist und Schriftsteller.

## Leben
Seine erste Erzählung konnte Bienvenu 1863 in der Zeitschrift  La Tintamarre veröffentlichen. Zu dieser Zeit zählte Bienvenu noch zu den freien Mitarbeitern, zwei Jahre später wurde er dort als verantwortlicher Chefredakteur engagiert. 1868 konnte sich Bienvenu hier einkaufen und wurde Mitinhaber dieser Zeitschrift. Als sich nach dem Deutsch-Französischen Krieg die Dritte Republik konstituiert hatte, wurde er der alleinige Inhaber der Zeitschrift Tintamarre.
1868, vier Jahre zuvor, hatte Bienvenu seine Zeitschrift Touchatout-Revue gegründet, musste sie aber bereits nach einem Jahr aus wirtschaftlichen Gründen wieder einstellen. Während der Belagerung von Paris versuchte Bienvenu mit seiner Zeitschrift La Carmagnole zu reüssieren. Obwohl er dabei mehr oder weniger alle Arbeiten alleine verrichtete, war auch diese Zeitschrift nach vier Ausgaben am Ende.
Neben seinem Brotberuf in der Redaktion von La Tintamarre schrieb Bienvenu regelmäßig Kolumnen für ähnliche Publikationen, wie Le Charivari, Diogène, L’Éclipse, La Lune oder die Tageszeitung Le Petit Parisien. Sofort nach Kriegsende 1871 gründete Bienvenu die Zeitschrift Trombinoscope und diese brachte es auf 240 Ausgaben, bis sie 1882 eingestellt wurde.
Bienvenu war verheiratet und hatte zwei Töchter, Hélène-Léonie, die später den Bildhauer Laurent Marqueste (1848–1920) heiratete und Jeanne, die spätere Ehefrau von Charles Marx (1853–1903).

## Ehrungen
- Giovanni Boldini schuf ein Porträt von Touchatout (Musée d’Orsay)
- ein Porträt einer Tochter Jeanne ist ebenfalls im Musée d’Orsay zu sehen

## Werke (Auswahl)
Theaterstücke
- Un monsieur qui veut se faire un nom. Paris 1866 (Uraufführung Théâtre Dejazet)
- Première Feuille de l’Évangile. Paris 1868.

Werkausgabe
- Œuvres complètes de Touchatout. Paris 1890.